# Свердлово (Донецкая область)
Свердлово/Холодное — посёлок, входит в Макеевский городской совет Донецкой области Украины. Находится под контролем самопровозглашённой Донецкой Народной Республики.

## География

#### Соседние населённые пункты по странам света
С, СЗ, З, ЮЗ: город Макеевка
С: Колосниково (примыкает)
СВ, В: город Харцызск
ЮВ: Пролетарское, Молочарка, Гусельское, Шевченко
Ю: Угольщик (примыкает)

## История
В 1956 г. постановлением Сталинского облисполкома село Кооператор переименовано в село Свердлово.
12 мая 2016 года Верховная Рада Украины присвоила посёлку название Холодное в рамках кампании по декоммунизации на Украине. Переименование не было признано властями самопровозглашенной ДНР. 

## Население
Население по переписи 2001 года составляло 1 603 человека.

## Общая информация
Почтовый индекс — 86193. Телефонный код — 6232. Код КОАТУУ — 1413569900.

## Местный совет
86192, Донецкая обл., Макеевский городской совет, пгт. Пролетарское, ул. Центральная, 4, 6-14-46